# Tuff Turf
Tuff Turf, (br: O Rebelde) é uma produção cinematográfica estadunidense, de género drama, lançado em 1985.

## Sinopse
Tuff Turf é um filme de uma década marcada por diversos longas abordando temas adolescentes, estrelado pelo até então desconhecido ator James Spader, posteriormente ganhador do prêmio de melhor ator em Cannes, por Sexo, Mentiras e Videotape (1989). O filme ganhou notoriedade nas videolocadoras brasileiras no mesmo período após o surgimento e o "boom" do videocassete e das "fitas seladas". A história remete ao jovem problemático Morgan (Spader), que se muda com a família recém falida de Connecticut para Los Angeles. Envolve-se com Frankie (Kim Richards, tia de Paris Hilton na vida real), cujo namorado  Nick (Mones) é líder de uma violenta gangue local. Inobstante ser uma paródia com pitadas de Juventude Transviada, o filme aborda, ainda que subliminarmente, vários aspectos como as diferenças sociais, drogas e ausências de perspectivas dos jovens norte-americanos oriundos das classes baixas. Destaque para o iniciante  Robert Downey (ainda sem o Jr) e a trilha sonora com Marianne Faithfull, Southside Johnny, The Jim Carroll Band e outros.